# Współczynnik asymetrii prądu zwarciowego
Współczynnik asymetrii prądu zwarciowego - stosunek wartości składowej nieokresowej prądu zwarciowego do amplitudy składowej okresowej w określonej chwili przebiegu niesymetrycznego prądu zwarciowego.